# Фридрих Албрехт фон Алвенслебен
Фридрих Албрехт фон Алвенслебен (на немски: Friedrich Albrecht von Alvensleben; * 23 юни 1850, Еркслебен; † 11 юни 1919, Магдебург) е граф от род Алвенслебен в Еркслебен I в Алтмарк в Саксония-Анхалт, от 1913 г. сеньор на „бялата линия“ на рода му.

## Биография
Той е петият, най-малкият син, на граф Фердинанд Фридрих Лудолф фон Алвенслебен (1803 – 1889) и съпругата му Луиза Тереза Паулина фон дер Шуленбург-Примерн (1810 – 1882), дъщеря на Леополд Вилхелм фон дер Шуленбург (1772 – 1838) и Юлиана Шарлота фон Кирхбах (1785 – 1873).
Фридрих Албрехт фон Алвенслебен става през 1913 г. сеньор на „бялата линия“ и се мести в Магдебург, където умира неженен и бездетен на 11 юни 1919 г.